# Lelio Vincenti
Pour les articles homonymes, voir Vincenti.
Lelio Vincenti (en latin : Lælius Vincentius), né à Carpignano Salentino pendant le XVIe siècle et mort pendant le XVIIe siècle, est un médecin et philosophe italien.

## Biographie
Fils de Giovanni Francesco Vincenti, Lelio Vincenti s'est diplômé en médecine et philosophie en 1587 à l'Université de Bologne, à l'époque où était recteur Ulisse Aldrovandi. Il s'est définit, dans la page d'accueil de son œuvre, « philosophus » et « equis auratus ». 
Dans une lettre a son père, datée le 3 avril 1588 et publiée dans le même livre, Lelio Vincenti déclare s'inspirer des enseignements de Scipio Pascalis, rappelle Carpignano Salentino, lieu d'origine de la famille, déclare vivre à Padoue, suivant des principes philosophiques (« philosophando vitam duco »).
Il est connu pour avoir publié un livre de philosophie, en latin, divisé en deux parties : De Animæ in mortalitate et De substantia Coeli.
Dans une lettre - même livre et datée le 16 mai 1588 - il a consacré ce livre à Marcello Acquaviva (it), d'ancienne famille noble (Naples, 1531-Sant'Omero, 1617) qui a été archevêque d'Otrante de 1586 à 1606.

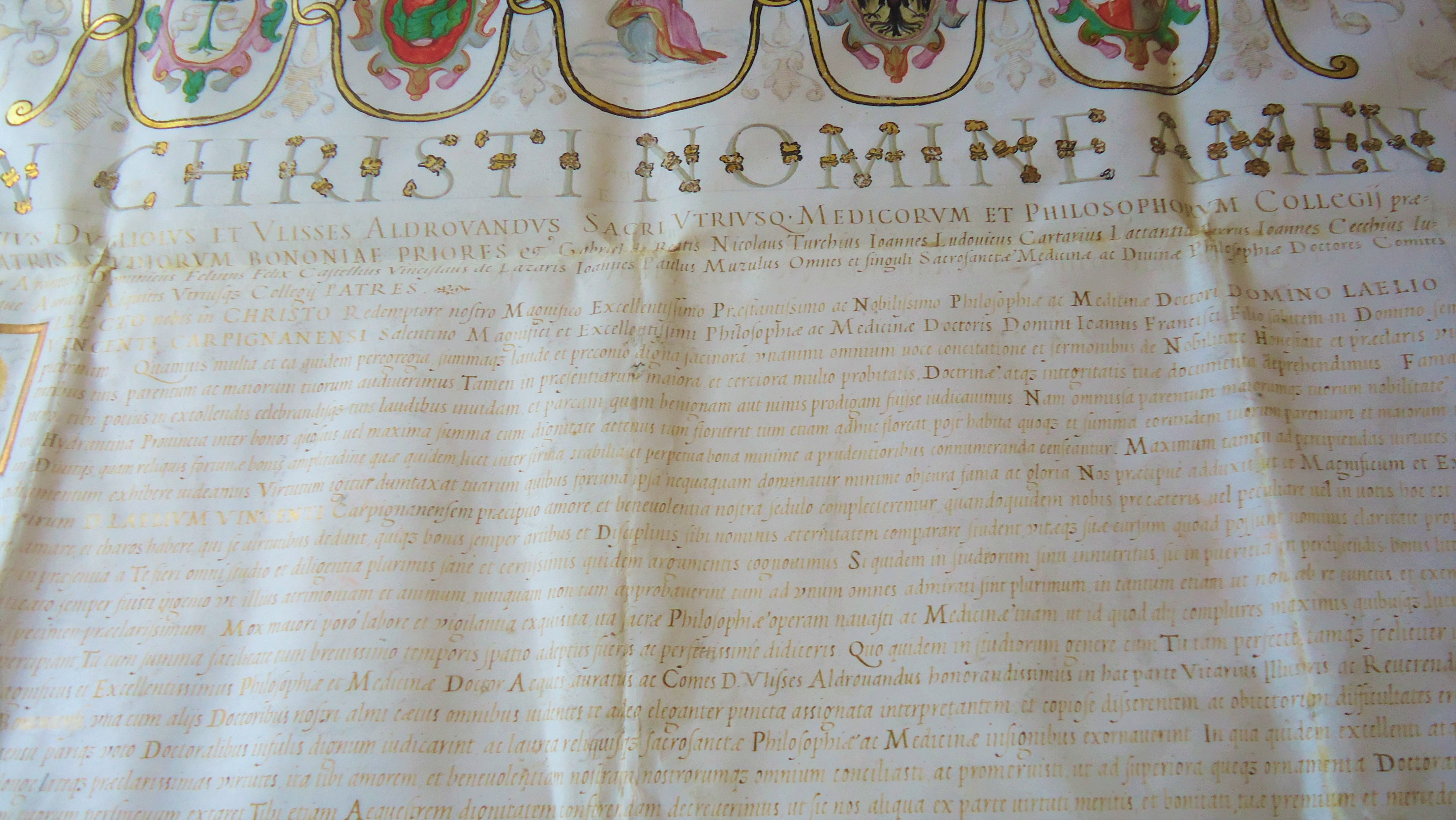
Diplôme de docteur en médecine et philosophie de Lelio Vincenti (détail)

### Le diplôme original
Dans l'en-tête du diplôme original de Lelio Vincenzi vous pouvez lire le nom d'Albizio Duglioli et d'Ulisse Aldrovandi. La date du document, au fond, est ainsi exprimée : « Die Martis sexta Mensis Octobris Sub Anno a nativitate D. N. Jesus XPI Millesimo quingentesimo octagesimo septimo ». « Mardi le six du mois d'Octobre en l'Année de la nativité de Notre Seigneur Jésus-Christ Mille cinq cents quatre-vingts sept ». Le titre «Æquites aurati» - comme on le lit dans le même document - était conféré par l'Université de Bologne, par concession impériale à papale.

## Œuves
- 1588 - Absolutissima quæstio De Animae in mortalitate. In qua philosophiè Animae in mortalitas defenditur. Accedit eiusdem auctoris De substantia Cœli, Liber vnus, Venetiis : apud hæredem Hieronymi Scoti. M. D. LXXXVIII[4].

## Notes

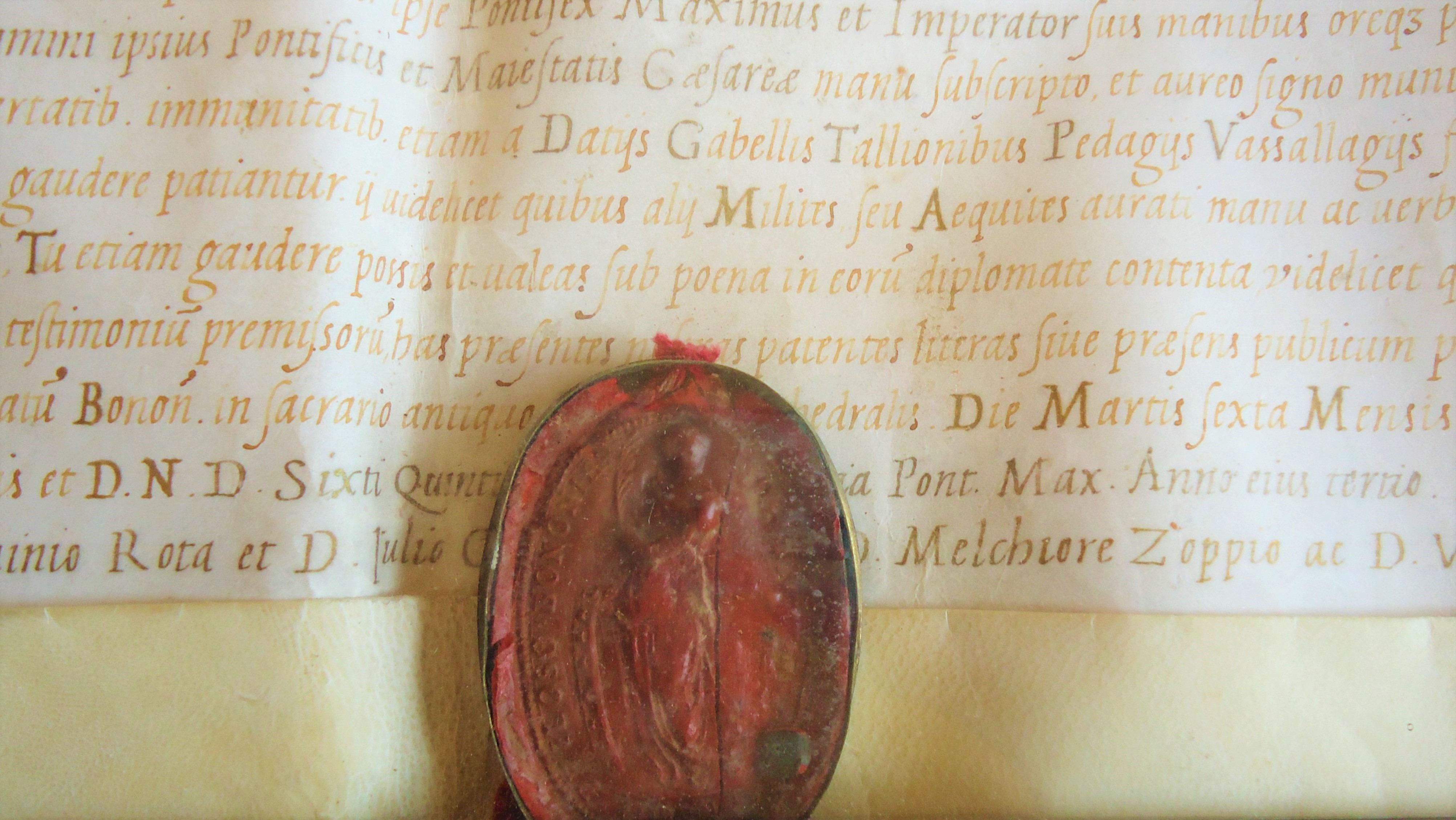
Diplôme de Lelio Vincenti (détail). Le sceau de cire avec la sainte Catherine d'Alexandrie, patronne des élèves de philosophie

## Distinctions
- Chevalier doré.